# Ananteris chagasi
Ananteris chagasi – gatunek skorpionów z rodziny Buthidae, opisany w 2009 r. przez Giupponiego, Vasconcelosa i Lourenço.

## Systematyka

### Etymologia
Nazwa gatunkowa chagasi została nadana na cześć Amazonasa Chagasa Júniora, brazylijskiego biologa.

### Podział systematyczny
Ananteris bernabei to przedstawiciel rodzaju Ananteris.

## Zasięg występowania
Ameryka Południowa, południowo-wschodnia Brazylia, endemiczne stanowisko: Minas Gerais.
.

## Opis
Rozmiar: 16,3 mm.